# Lindbladekvationen
Lindbladekvationen är en ekvation för att beskriva kvanttransport i öppna kvantsystem med hjälp av täthetsmatriser. Till skillnad från Liouville–von Neumann-ekvationen tar Lindbladekvationen hänsyn till ett kvantsystems växelverkan med omgivningen, såsom dekoherens och relaxation. Lindbladekvationen förutsätter Born–Markov-approximationen, det vill säga att systemet är svagt kopplat till sin omgivning och att omgivningen är stor i förhållande till systemet så att dess korrelationstid är mycket kortare än systemets.
Lindbladekvationen kan användas för att beskriva hur koherenser hos ett kvantsystem förloras på grund av växelverkan med omgivning. Den kan således modellera mekanismerna som förstör kvantegenskaperna hos ett system och som driver systemet mot ett klassiskt tillstånd. Ekvationen kan även beskriva värmeutbyte med omgivningen och hur entropin följaktligen förändras för systemet när värme upptas eller avges.

## Ekvationen
{\displaystyle {\frac {d\rho }{dt}}=-{\frac {i}{\hbar }}[H,\rho ]+\sum _{i}\left(L_{i}\rho L_{i}^{\dagger }-{\frac {1}{2}}\{L_{i}^{\dagger }L_{i},\rho \}\right)}
där {\displaystyle H} är en Hamiltonoperator som beskriver den koherenta dynamiken, {\displaystyle L_{i}} är så kallade kollapsoperatorer och {\displaystyle [\cdot ,\cdot ]} och {\displaystyle \{\cdot ,\cdot \}} betecknar en kommutator respektive antikommutator.